# Pic Berg
Pour les articles homonymes, voir Berg.
 (août 2019).
Le pic Berg est un sommet culminant à 1 870 mètres à 6 kilomètres au sud d’El Pulgar, dans le nord du chaînon Morozumi, dans la terre Victoria, en Antarctique. Il a été cartographié par l'Institut d'études géologiques des États-Unis à partir de sondages et de photos aériennes de la marine américaine de 1960 à 1963 et nommé par le Comité consultatif sur les noms antarctiques d'après Thomas E. Berg, géologue qui passa l'hiver au détroit de McMurdo en 1961 puis trois étés successifs à réaliser des études sur le terrain. Berg a péri dans l'écrasement d'un hélicoptère de la marine américaine près du mont McLennan le 19 novembre 1969. Le sommet se situe sur la côte Pennell, une partie de l'Antarctique située entre le cap Williams et le cap Adare.